# Número redondo
Matematicamente um número redondo é um número que tem uma quantidade anormalmente alta de factores quando comparado aos seus vizinhos. Um exemplo seria o 24 que, tendo 4 factores, sobressai na sua vizinhança: 21, 22, 25 e 26 têm 2 factores; 23 e 27 têm apenas um factor.
Contudo, geralmente é considerado um número redondo aquele que termina em um ou vários zeros — ou seja, números múltiplos de potências de 10 (10,100, 1000,...). Certos múltiplos de 5 também costumam ser considerados redondos, tais como o 35 e o 25. Em certos contextos, todos os números inteiros são considerados redondos. Um número que não é redondo, é chamado de número quebrado.

## Familiaridade e aproximação
A ideia de números redondos está intimamente ligada à ideia de aproximar quantidades por outras quantidades mais familiares. Um feirante, por exemplo, pode considerar que "12 laranjas" é um número mais redondo que "15 laranjas" pelo fato de o primeiro significa uma dúzia.

## Cultura popular
A cultura popular costuma dar especial importância aos números redondos. Uma família inteira, por exemplo, pode se reunir em seu automóvel para ver o odômetro passar do 49.999 para o 50.000 ou do 99.999 para o 100.000. As passagens que adicionam um novo dígito ao número chamam particularmente mais atenção.  Um fascínio similar levou pessoas a comemorar o "novo milênio" em no início do ano 2000 mesmo que esta seja uma contagem arbitrária baseada no calendário gregoriano e que, em rigor, o novo milênio só fosse começar no início do ano de 2001.

## Números redondos em outras bases
Podemos definir o conceito de número redondo em outros sistemas de numeração que não o decimal. O número 512 por exemplo se escreve 1000000000 em Sistema binário e 200 em Sistema hexadecimal